# تپه میه
تپه میه مربوط به هزاره ۴ و ۵ قبل از میلاد است و در شهرستان کرمانشاه، بخش مرکزی، دهستان میان دربند، ۱/۳ کیلومتری غرب روستای شاهرخ‌آباد واقع شده و این اثر در تاریخ ۷ خرداد ۱۳۸۷ با شمارهٔ ثبت ۲۲۷۹۲ به‌عنوان یکی از آثار ملی ایران به ثبت رسیده است.